# Wilfredo Vázquez Jr.
Wilfredo Vázquez Jr. (Bayamón, 18 giugno 1984) è un pugile portoricano.
È il figlio dell'ex campione del mondo Wilfredo Vázquez. Ha debuttato come professionista nel 2006, contro Octavious Davis in un match che va vinto per KO. Dopo il suo debutto ha lottato per cinque mesi consecutivi, in match che si sono svolti in vari distretti della Florida e degli Stati Uniti. In seguito ha iniziato a combattere anche in Porto Rico e in Messico. Il 12 settembre 2008 Vasquez ha vinto il suo primo titolo professionale, la corona WBO Latino dei pesi supergallo

## Carriera professionale
Wilfredo Vázquez Jr. ha debuttato il 18 dicembre 2008 a Kissimmee, Florida. Nell'occasione ha affrontato Octavius Davis, che era a sua volta un volto nuovo della boxe. Vasquez è riuscito ad atterrare l'avversario alla 1ª ripresa e a vincere il match. Il suo secondo incontro da professionista si è svolto il 2 febbraio 2007 a Miami, Florida, e lo ha visto opposto a Daniel Lornezano. Vasquez ha vinto altri 3 match per KO durante la prima metà del 2007, sconfiggendo Danny Esquivel, Cature Hicks Juan Camacho e Jaime Villa in scontri tutti organizzati a Kissime e Miami. Il primo incontro del giovane Wilfredo al di fuori degli Stati Uniti si è svolto il 25 agosto 2007 a Bayamón, Porto Rico. Nell'evento ha sconfitto tramite KO al 1º round. Il 14 settembre 2007 Vasquez ha preso parte ad un incontro organizzato sulla durata di 6 round, per la prima volta in carriera, vincendo per KO tecnico alla 3ª ripresa. Il 15 dicembre 2007 ha sfidato Jorge Cardenas a Cancún, Messico. I giudici non hanno decretato alcun vincitore, facendo terminare la gara con un modesto pareggio. Era la prima volta che Vasquez non riusciva a sconfiggere il suo avversario. È tornato sul ring il 28 marzo 2008, contro Corey Goodwin, vincendo la contesa per KO al 3º round. Due mesi dopo ha sconfitto Moises Carrasquillo tramite KO. Il 26 luglio 2008 Vasquez ha sconfitto Felipe Almanza per squalifica, dopo che quest'ultimo ha tentato di tirare un calcio all'avversario dopo la fine della 4ª ripresa. La sua prima opportunità di conquistare un titolo si è svolta il 12 settembre 2008, quando ha affrontato Adolfo Landeros per la corona vacante WBO Latino dei supergallo. Vasquez è riuscito a trionfare per KO tecnico all'8º round, conquistando così il suo primo titolo regionale.